# Kohautia azurea
Kohautia azurea là một loài thực vật có hoa trong họ Thiến thảo. Loài này được (Dinter & K.Krause) Bremek. mô tả khoa học đầu tiên năm 1952.